# سفیدسنگ (چشمه زیارت، دو)
سفیدسنگ روستایی در دهستان چشمه زیارت بخش مرکزی شهرستان زاهدان استان سیستان و بلوچستان ایران است.

## جمعیت
بر پایه سرشماری عمومی نفوس و مسکن در سال ۱۳۹۵ جمعیت این روستا ۱۶۴ نفر (۳۸خانوار) بوده‌است.